# James Van Buren
James Van Buren (* 19. März 1935 in Arrow Rock, Missouri; † 4. Juni 2012) war ein US-amerikanischer Blues- und Jazzsänger.

## Leben und Wirken
Van Buren gründete 1956 in Kansas City die Formation Blues Kings. Im Laufe seiner Karriere in der Musikszene der Stadt legte er auch mehrere Alben vor, darunter 1985 We Will Be Together Again, It’s All Over, das auf die NPR's Top 20 list kam, und 1988 I Ain’t Doin’ Too Bad mit der Single-Auskopplung Three Handed Woman. 1992 gastierte er auf dem Utrecht Jazz Festival. 2004 entstand Live at the Kasbah mit dem Saxophonisten Richie Cole. Ab 1996 verwendete das Baseball-Team Colorado Rockies Van Burens James’ Baseball Song als Erkennungsmelodie. Der Sänger trat auch gemeinsam mit T-Bone Walker, Big Joe Turner und Lou Rawls auf. Van Buren starb im Alter von 77 Jahren an einer Krebserkrankung.